# Lijst van spelers van SC Amersfoort
Dit is een lijst van voetballers die minimaal één officiële wedstrijd hebben gespeeld in het eerste elftal van de Nederlandse voormalig betaaldvoetbalclub SC Amersfoort of HVC.

## A
- Ben Aarts
- Hans Akkerman

## B
- Jan van Barneveld
- Joop van Basten
- Piet Beekman
- Hans Bekker
- Bertus van de Biezenbos
- Bert Blauw
- Rik van den Boog
- Bouw
- Jan ten Braak
- Arnold van der Braak
- Joop Brand
- Jos Brink
- Leen van den Brink
- Henk Brits
- Theo Bruijnse
- Peter van der Bult

## C
- Marco Cabo
- Gertie Calot
- Jan van der Craats

## D
- Jan van Daal
- Dekker
- Piet Dielissen
- Henk van Dijk
- Paul van Doorn
- Gerard van Dorssen
- Koos Drent

## E
- Hans van Eeden
- Aart Eijkelboom
- Hans van Empelen
- Van Entelen

## F
- Iwan Fränkel
- Johan Fühler

## G
- Bert van Geffen
- Glen van Gene
- Hans Gerritse
- Aart Gerritsen
- Evert van Ginkel
- Balt Gmelig
- Rob Goldhoorn
- Ton Gruters

## H
- Reus Hageman
- Geerling Hamstra
- Daniël Hanasbei
- Bert Harmse
- André Hasert
- Bert Heemskerk
- Fred Heemskerk
- Leo Heeres
- Heerlien
- Nol Heijerman
- Wout Heinen
- Teus Heitman
- Gert-Jan Heimgartener
- Jeroen Hoeben
- Louis van der Hoek
- Henk Hofstee
- Dick Hollander
- Maas van 't Hoog
- Ton de Hoogt
- Bertus Hoogerman
- Evert Hooijer
- Evert van der Horst
- Cees Houtveen
- Bert Hulshoff

## J
- Joop de Jong

## K
- Kaspers
- Jan Kiers
- Frits van der Klift
- Gerard Koot
- Kooy
- Filie Kraak
- Gerrit Krommert
- Frans Kurvers
- Henny Kuus

## L
- Wim van 't Land
- W. van der Lee
- Fokko van Leijenhorst
- Jan van Leijenhorst
- Fred Liefveld
- Co Lissenberg
- Arie van Loenen
- Ton van Loon
- Leen van der Lugt

## M
- Ries van Maarschalkerweerd
- Ruud Maas
- Matthias Maiwald
- Bennie Marcus
- Joop van Maurik
- Hilbrand van der Meer
- Meindert van der Meer
- Wim Meijer
- Jakob Melessen
- Leen van de Merkt
- Bert Middelkoop

## N
- Nakken
- Rini Navest
- Hennie Nederhand
- Jef de Neeling
- Serry Nieuwhoff
- Rudi Nijenhuis
- Edwin Nijenhuis
- Henk van Norel

## O
- Jan Onrust

## P
- Bas Paauwe
- Gerard Paschedag
- Jaap van Pelt
- Bas Peters
- Jeroen Peters
- G. Pieper
- Evert Pluim
- Bob Ponsen
- Jaap Pouw

## R
- Henk van Ramselaar
- Tini van Reeken
- Iwan Romaniuk
- Nico Romeijn
- Bennie Roode
- Gary Rosen
- Cockie Roubos
- Ab Ruitenbeek

## S
- Herman Schreurs
- Piet Schrijvers
- Siem Sleeking
- Ben Sleeman
- Cees van Slooten
- Co de Smalen
- Ab Smits
- Erwin Snijders
- Henk Snijders
- Piet Snijders
- Rob Snijders
- Joop Snippe
- Henk Snoeks
- Ad Soesbergen
- Jan van Soest
- Ronald Spelbos
- Rini Sprangers
- Jaap Staats
- Paul Stam
- Piet Struik
- Theo Surstedt

## T
- Eddy Tanis
- Dick Teunissen
- Mosje Temming
- Simon Timorason
- Thijs Tuhusela

## V
- Herman Veenendaal
- Bennie van der Velde
- Jan Veldhuizen
- Ron Veltman
- Martien Verbeek
- Gerard Verhoef
- Sander Verhoef
- Jan Verkaik
- Kees Vermeer
- Peter Viseé
- Hans Vlietman
- Johan Vlietstra
- Meindert Vlugt
- Kees Vollewens
- Erik Vreekamp
- Henk Vreekamp

## W
- Gert-Jan ter Weele
- Werner Weigel
- Hans van der Wekke
- Welten
- Henk Wery
- Henk Wesseling
- Ruud Wetzel
- Joop Wildbret
- Co Willigenburg
- Peter Wiskie
- Henk Wisman
- Wim Wisse
- Jan Witzand
- Erwin Wolfert
- Han Wolfkamp

## Z
- Dirk-Jan van Zaane
- Nico van Zanten
- Nico van Zoghel
- Theo Zuijderwijk
- Jan Zweers